# Сигма-алгебра
В математиката и по-специално в теорията на мярката, {\displaystyle \sigma }-алгебра (или сигма-алгебра) върху едно множество {\displaystyle X} представлява непразна система {\displaystyle \Sigma } от подмножества на {\displaystyle X}, която е затворена откъм образуване на комплементи и изброими обединения на своите елементи. Наредената двойка {\displaystyle (X,\Sigma )} се нарича измеримо пространство.

## Дефиниция
Нека {\displaystyle X} е множество. Множеството {\displaystyle \Sigma }, елементите, на което са подмножества на {\displaystyle X}, се нарича {\displaystyle \sigma }-алгебра, ако са изпълнени следните три условия:
1. {\displaystyle \emptyset \in \Sigma }
2. за всяко множество {\displaystyle E\in \Sigma \Rightarrow X\setminus E\in \Sigma } (затвореност откъм образуване на комплементарни множества)
3. за всяка редица {\displaystyle (E_{n})_{n\in \mathbb {N} }} от елементи на {\displaystyle \Sigma } множеството {\displaystyle \bigcup _{n=1}^{\infty }E_{n}} е също елемент на {\displaystyle \Sigma } (затвореност откъм образуване на изброими обединения).

### Непосредствени следствия от дефинцията
От точки 1 и 2 следва, че {\displaystyle X\in \Sigma }, а от 2, 3 и правилото на де Морган следва: {\displaystyle X\setminus (\bigcap _{n=1}^{\infty }E_{n})=\bigcup _{n=1}^{\infty }(X\setminus E_{n})},
т.е. {\displaystyle \Sigma } е затворена и откъм образуване на изброими сечения.

## Свойства
Ако {\displaystyle {\mathcal {A}}} e фамилия от {\displaystyle \sigma }-алгебри, то тогава нейното сечение
{\displaystyle \cap {\mathcal {A}}:=\{E\in {\mathfrak {P}}(X):\forall \Sigma \in {\mathcal {A}}(E\in \Sigma )\}}
е отново {\displaystyle \sigma }-алгебра. Ако {\displaystyle \Sigma } e {\displaystyle \sigma }-алгебра върху {\displaystyle X} и {\displaystyle Y} е подмножество на {\displaystyle X}, то тогава рестрикцията
{\displaystyle \Sigma _{Y}:=\{E\cap Y:E\in \Sigma \}}
е {\displaystyle \sigma }-алгебра върху Y.

## Породенаσ{\displaystyle \sigma }-алгебра
Нека {\displaystyle {\mathfrak {E}}\subseteq {\mathfrak {P}}(X)} бъде едно произволно множество от подмножества на дадено множество {\displaystyle X\neq \emptyset }. Тогава чрез {\displaystyle {\mathfrak {E}}} може да се формира специална {\displaystyle \sigma }-алгебра, наречена {\displaystyle \sigma }-алгебра породена от {\displaystyle {\mathfrak {E}}}. Бележи се със {\displaystyle \sigma ({\mathfrak {E}})} и се дефинира по следния начин :
Нека {\displaystyle {\mathcal {A}}} бележи фамилията от {\displaystyle \sigma }-алгебри върху
{\displaystyle X} и нека
{\displaystyle \mathbb {A} :=\{\Sigma \in {\mathcal {A}}:{\mathfrak {E}}\subseteq \Sigma \}}, т.е. {\displaystyle \mathbb {A} } представлява фамилия от всички {\displaystyle \sigma }-алгебри, които съдържат {\displaystyle {\mathfrak {E}}} като подмножество. Тогава сечението на тези сигма-алгебри
{\displaystyle \sigma ({\mathfrak {E}}):=\bigcap _{\Sigma \in \mathbb {A} }^{}\Sigma }
е {\displaystyle \sigma }-алгебра. Тя е най-малката {\displaystyle \sigma }-алгебра, на която {\displaystyle {\mathfrak {E}}} е подмножество.

## Борелова сигма-алгебра
Нека {\displaystyle {\mathfrak {O}}_{n}} обозначава системата от отворените подмножества на {\displaystyle \mathbb {R} ^{n},n\in \mathbb {N} }. Тогава
{\displaystyle {\mathfrak {B}}_{n}:=\sigma ({\mathfrak {O}}_{n})}
се нарича борелова {\displaystyle \sigma }-алгебра върху {\displaystyle \mathbb {R} ^{n}}. Елементите на {\displaystyle {\mathfrak {B}}_{n}} се наричат борелови множества.

## Примери
- Най-малката {\displaystyle \sigma }-алгебра e множеството от подмножвества {{\displaystyle \emptyset ,X}} на {\displaystyle X}, а най-голямата е булеанът {\displaystyle {\mathfrak {P}}(X)}.
- {\displaystyle \Sigma =\{\{\},\{1\},\{2\},\{1,2\},\{2,3,4\},\{1,3,4\},\{3,4\},\{1,2,3,4\}\}} e сигма-алгебра върху {\displaystyle X=\{1,2,3,4\}}.
- В контекста на теорията на вероятностите, системата {\displaystyle {\mathfrak {A}}\subseteq {\mathfrak {P}}(\Omega )} от подмножества на пространството на елементарните събития {\displaystyle \Omega } представлява {\displaystyle \sigma }-алгебра, която се нарича още алгебра на събитията. Елементите на {\displaystyle {\mathfrak {A}}} се наричат събития и в случай, че е дадена вероятностна мярка P върху {\displaystyle {\mathfrak {A}}}, наредената тройка {\displaystyle (\Omega ,{\mathfrak {A}},P)} се нарича вероятностно пространство.

### Примери за генериране на сигма-алгебра
- За {\displaystyle X:=\{0,1,2,3\}} и {\displaystyle {\mathfrak {E}}=\{\{2\},\{0,1,2\}\}} следва

{\displaystyle \sigma ({\mathfrak {E}})=\{\emptyset ,\{2\},\{3\},\{0,1\},\{2,3\},\{0,1,2\},\{0,1,3\},\{0,1,2,3\}\}}.